# Chymomyza diatropa
Chymomyza diatropa är en tvåvingeart som beskrevs av David Grimaldi 1986. Chymomyza diatropa ingår i släktet Chymomyza och familjen daggflugor. Inga underarter finns listade i Catalogue of Life.